# Курсистка Ася
«Курсистка Ася» — российский дореволюционный художественный немой фильм. Премьера состоялась 9 февраля 1913 года. Фильм сохранился без надписей.

## Сюжет
История жизни молодой девушки, вырвавшейся из глухой провинции. Попав под влияние модного тенора, она превращается в демимонденку. Сохранившая чистоту своей души Ася страдает и не допускает своего окончательного морального падения. В конце фильма она совершает самоубийство.

## В ролях
| Актёр            | Роль            |
| ---------------- | --------------- |
| Нина Чернова     | Ася             |
| Б. Пясецкий      | актёр Светланов |
| Елена Смирнова   | танцовщица      |
| Лидия Сычева     | мать            |
| Николай Васильев | отец            |

## Критика
Фильм удостоен лестных оценок в прессе того времени. 
«Кине-журнал» назвал постановку очаровательной и выделил игру актрисы Нины Черновой.

Жизнь проходила перед глазами, близкая и понятная. Искренняя игра Черновой осталась в памяти.

«Сине-фоно» отметил игру Нины Черновой и превосходную постановку в целом. 

Перед нами трогательная история жизни молодой девушки... Образ несчастной курсистки Аси прекрасно передан г-жой Черновой. Лента превосходно поставлена и оставляет большое впечатление.  

Историк кино Вениамин Вишневский выделял эту картину как «один из значительных фильмов того времени на тему о бытовых нравах учащейся молодёжи».